# Henrik Ibsen
Henrik Johan Ibsen, född 20 mars 1828 i Skien i Telemark, död 23 maj 1906 i Kristiania (Oslo), var en norsk dramatiker och författare. Ibsen betraktas som en av de främsta dramatikerna i världshistorien, och är känd som det moderna dramats fader. Bland hans främsta verk märks pjäserna Brand (1865), Peer Gynt (1867), Ett dockhem (1879), En folkefiende (1882), Vildanden (1884), Rosmersholm (1886) och Hedda Gabler (1890).
Ibsen föddes in i köpmanseliten i hamnstaden Skien och beskrev sin egen bakgrund som patricisk, och han växte upp i den nära sammanflätade patricierfamiljen Ibsen–Paus. Han etablerade sig som teaterman i Norge på 1850-talet och fick sitt internationella genombrott som dramatiker med pjäserna Brand och Peer Gynt på 1860-talet. Från 1864 bodde han i 27 år utomlands, särskilt i Italien och Tyskland, med endast sällsynta och korta besök till Norge. De flesta av Ibsens pjäser utspelar sig i Norge, ofta i borgerliga miljöer, och Ibsen hämtar ofta motiv från sin födelsestad Skien och sitt eget uppväxtmiljö och familj. Peer Gynt var Ibsens sista pjäs skriven på vers och i det "filmiska manuset smälter poesi samman med samhällssatir och realistiska scener tillsammans med surrealistiska". Ibsens senare pjäser är skrivna i en mer realistisk och psykologisk stil; många kritiker anser Rosmersholm och Vildanden vara hans viktigaste senare verk. Själv ansåg Ibsen att historiedramat Kejser og Galilæer, med handling från senromersk tid, var hans huvudverk. Det episk-lyriska dikten "Terje Vigen" är ett av de mest kända norska enkeldikterna.
Många kritiker betraktar honom som den största dramatikern sedan Shakespeare. Ibsens verk skrevs på det gemensamma dansk-norska skriftspråket och gavs ut av det danska förlaget Gyldendal. Trots stort intresse för både Ibsens biografi och litterära betydelse har förmedlingen av båda länge präglats av myter, som Ibsen delvis själv uppmuntrade. Henrik Ibsen var far till statsminister Sigurd Ibsen.

## Biografi

### Bakgrund och barndom

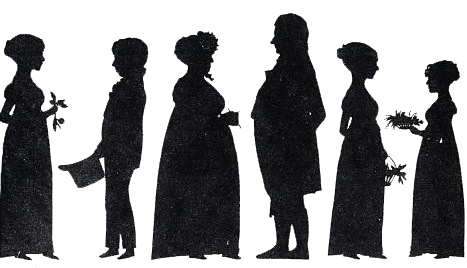
Silhuett av familjen Altenburg/Paus i Altenburggården cirka 1820, med Ibsens mor Marichen (längst till höger), hennes föräldrar Johan Altenburg och Hedevig född Paus och Ibsens farbror Henrik Johan Paus. Porträttet är det enda som existerar av någon av Ibsens föräldrar och ägdes av greve Christopher Paus, Herresta herrgård i Sverige.

Henrik Johan Ibsen föddes i Skien, en stad vid Telemarkskusten som då hade mellan 2 000 och 3 000 invånare. När Ibsen föddes hade Skien i tre århundraden varit en av Norges viktigaste och mest internationellt orienterade städer, samt ett centrum för sjöfart, timmerexport och tidig industrialisering. Han var son till köpman Knud Plesner Ibsen och Marichen Cornelia Martine Ibsen, född Altenburg. Båda Ibsens föräldrar hade rötter i eliten i Skien och Telemark, dels i köpmannaeliten i Skien och Grenland med skeppare, redare och trävaruhandlare, och dels i "ämbetsmannaaristokratin" av präster och jurister i Øvre Telemark. Ibsen skrev själv att "mina föräldrar tillhörde, både på fädernet och mödernet, den tidens mest ansedda familjer i Skien" och att han var nära släkt med "ungefär alla de patricierfamiljer som då dominerade platsen och omgivningarna".
Ibsens föräldrar, Knud och Marichen, växte upp som nära släktingar, ibland kallade "sociala syskon", och tillhörde båda den tätt sammanflätade Pausfamiljen på Rising och i Altenburggården – det vill säga storfamiljen till syskonparet Ole Paus och Hedevig Paus. Efter att Knuds far, Henrich Johan Ibsen, omkom i ett skeppsbrott med skutan "Charitas" (Caritas) utanför Hesnes när Knud var nyfödd 1797, gifte sig modern Johanne Plesner ett år senare med skepparen Ole Paus. År 1799 sålde Ole Paus på en och samma dag Ibsenhuset i Løvestrædet, som han hade övertagit från hustruns första make, och köpte istället gården Rising från en syster till sin nya svåger Didrich von Cappelen. Han lät bygga ett nytt representativt boningshus och familjen flyttade året efter ut till Rising, där Knud växte upp tillsammans med sina många halvsyskon. Marichen växte upp i den stora Altenburggården i centrum av Skien med sina föräldrar Hedevig Paus och Johan Andreas Altenburg. Altenburg var skeppsredare, trävaruhandlare och ägde ett stort brännvinsbränneri på Lundetangen, och efter hans död övertog Hedevig verksamheten 1824. Syskonen Hedevig och Ole Paus kom från Lårdal i Øvre Telemark där familjen Paus hade varit ämbetsmän i århundraden; tillsammans med en tredje syster flyttade de i ung ålder till Skien i slutet av 1700-talet och etablerade sig i stadens köpmannaborgerskap med hjälp från släktingar i familjen Blom. Barnen på Rising och i Altenburggården har beskrivits som en utvidgad syskonskara i social mening.
1825 erhöll Knud Ibsen burskap i Skien och etablerade en egen verksamhet som detalj- och trävaruhandlare med sin yngre bror Christopher Blom Paus som assistent. De två bröderna flyttade in i Stockmanngården, där de drev handel med försäljning av importerade viner och lyxvaror på första våningen och bedrev export av timmer tillsammans med sin kusin Diderik von Cappelen. Den 1 december samma år gifte sig Knud med sin styvfars systerdotter Marichen, som flyttade in hos dem. Äktenskapet har beskrivits som "ett perfekt familjearrangemang". Haave skriver att äktenskapet kan ha varit arrangerat, men att det också kan ha skett helt av sig självt. Tidigare Ibsenforskning har ofta kallat äktenskapet för ett "nästan incestuöst äktenskap", men Haave har påpekat att denna typ av nära förbindelser var vanliga i borgerskapet i Skien vid denna tid och inte särskilt unikt för Ibsens familj.
Knud och Marichen fick sex barn: Johan Altenburg Ibsen (1826–1828), Henrik Johan Ibsen, Johan Andreas Ibsen (f. 1830), Hedvig Ibsen (f. 1831), Nicolai Alexander Ibsen (f. 1834) och Ole Paus Ibsen (f. 1835). Henrik döptes efter farfadern och kanske också efter sin farbror Henrik Johan Paus. År 1830 överlät Marichens mor, änkan Hedevig Altenburg, Altenburggården och andra fastigheter till sin svärson Knud, och Knud och Marichen flyttade in i Altenburggården med sina barn 1831. Runt 1830 var Knud Ibsen bland den rikaste procenten i Skien; vid beskattningen 1833 var han till exempel Skiens sextonde största skattebetalare. År 1833 köpte han gården Erlands Venstøp (även kallad Ibsens Venstøp), med ett stort, representativt huvudhus. I mitten av 1830-talet förlorade Knud Ibsen betydande summor pengar och var tvungen att sälja Altenburggården 1835. Året efter flyttade Ibsenfamiljen ut till Venstøp, där de bodde året runt till 1843.
Ibsen skrev om sin egen uppväxt:
"Skien var i mina barndomsår en ytterst livsglad och sällskaplig stad, helt motsatt till vad den senare skulle bli. Många högt bildade, välbärgade familjer bodde då antingen i själva staden eller på stora gårdar i omgivningarna. Ett närmare eller fjärran släktskap förband de flesta av dessa familjer sinsemellan, och baler, middagsbjudningar och musikaliska sammankomster avlöste varandra både vinter och sommar i tät följd. [...] Vi hade nästan alltid främmande på besök i vår stora rymliga gård och särskilt under jul- och marknadstiden var huset fullt och öppet bord från morgon till kväll."
Haave skriver att de källor som kände Henrik under barndomen beskrev honom som "en pojke som blev bortskämd av sin far, som gillade att vara kreativ i ensamhet, och som provocerade jämnåriga med sin överlägsenhet och arrogans". Henrik sysslade med modellteater, vilket i början av 1800-talet särskilt var en populär sysselsättning för pojkar från borgerliga hem i Europa. I kontrast till fadern, som var mycket sällskaplig och skämtsam med ett ljust och vänligt uttryck, beskrevs Henrik som en mer introvert personlighet; Johan Kielland Bergwitz hävdade att "det är med släkten Paus som Henrik Ibsen har de mest utpräglade karaktärsdragen gemensamt". En av systrarna Cudrio på grannegården som kände honom under barndomen berättade att "han var enormt ful och elak och slog oss gjorde han också. Men när han blev stor, blev han enormt vacker, men det var ingen som tyckte om honom, för han var så ful. Det var ingen som ville vara med honom."
Henrik Ibsen konfirmerades i Gjerpen kyrka den 1 oktober 1843. Kort därefter flyttade han till Grimstad och inledde sitt vuxenliv där han kom att ha lite kontakt med familjen efter 1850. Resten av Ibsenfamiljen flyttade 1843 tillbaka till Skien, där Knud fick låna ett hus på Snipetorp av sin yngre bror Christopher Blom Paus. Där bodde Knud och Marichen fram till 1865. Knud försökte sig fram till 1850-talet med en viss framgång på olika affärer och yrken, men från 1857 registrerades han som fattig och försörjdes av sina då välbärgade bröder.

### Läroår i Grimstad och Bergen
Som sextonåring började Henrik Ibsen som apotekarlärling i Sörlandsstaden Grimstad. Där finns idag ett mindre Ibsenmuseum. År 1846 fick Ibsen, fyllda 18, en son med en tio år äldre tjänsteflicka, men han vägrade erkänna faderskapet. Vid sidan av det farmaceutiska arbetet fann Ibsen tid för studier och våren 1850 avlade han studentexamen i Kristiania. Samma år debuterade han under pseudonymen Brynjolf Bjarme som dramatiker med tragedin Catilina. En annan pjäs, enaktaren Kjæmpehøjen, spelades samma år på Christiania theater. 
Under 1850-talet skrev Ibsen för tidskrifterna Samfundsbladet, Arbeiderforeningernes blad (utgiven av krafter i den framväxande norska arbetarrörelsen runt Marcus Møller Thrane) samt veckotidningen Manden. I den senare bidrog Ibsen mångsidigt med dikter och teaterkritik samt även Norma eller En Politikers Kjærlighed, enligt undertiteln en operaparodi. 
År 1851 flyttade Ibsen till Bergen för att arbeta som dramatiker vid Bergen norske theater, en teater som idag heter Den Nationale Scene. Teatern hade året innan grundats av Ole Bull, en tonsättare och violinist med världsrykte. Efter ett år fick Ibsen ett stipendium och avreste till Köpenhamn och Dresden. Det var i Tyskland som Ibsen första gången stiftade bekantskap med den tidens nyaste teateridéer – Hermann Theodor Hettners skrift Das Moderne Drama framhålls gärna som viktig i Ibsens utveckling. När han därefter återvände till Bergen inledde han en produktiv period där hans nyskrivna dramer hade premiär varje år den 2 januari: 1853 Sancthansnatten, 1854 Kjæmpehøjen i ny bearbetning, 1855 Fru Inger till Östråt, 1856 Gillet på Solhaug samt 1857 Olaf Liljekrans.

### Åren i Kristiania 1857–1864
Innan Ibsens nästa pjäs, Hærmændene paa Helgeland, förelåg flyttade han till Kristiania (Oslo) för att arbeta vid Christiania Norske theater. Han bildade tillsammans med Bjørnstjerne Bjørnson en förening i syfte att framhäva de norska dimensionerna i konsten och litteraturen. Men åren i Oslo 1857–1864 blev enligt alla tillgängliga beskrivningar Ibsens värsta tid även om det började bra med att han ingick äktenskap med Susanna Thoresen. De fick 1859 tillsammans sonen Sigurd Ibsen. För Ibsen gick sedan det mesta snett. 1862 gick teatern i konkurs. Det var ont om andra scener att iscensätta teater på. Det Kongelige teater i Köpenhamn nobbade Ibsens förslag att där uppföra Hærmænderne. Pjäser som han lät uppföra i egen regi blev heller ingen succé. Mitt i all misär skrev Ibsen 1863 färdigt det historiska dramat Kongsemnerne. Med stöd av ett stipendium som Stortinget utdelade kunde Ibsen genomföra studieresor både 1862 och 1863. På nyåret 1863 lät han trycka sin storslagna, episka dikt Terje Vigen i Illustreret Nyhedsblad.

### Åren på kontinenten 1864–1891

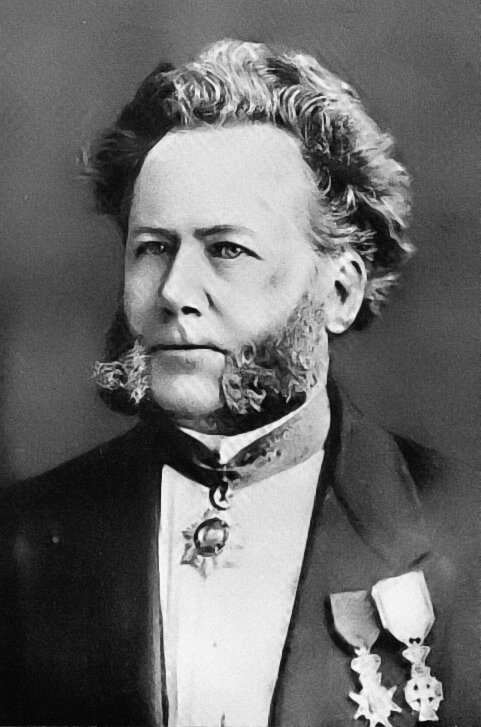
Ibsen med svenska Vasaorden och danska Dannebrogorden på bröstet samt den turkiska Meschidie-orden kring halsen. Foto av W. Höffert i Dresden, 1871.

Våren 1864 bar det av till kontinenten och det skulle dröja ända till 1891 innan Ibsen igen bosatte sig i Norge. Under de första åren utomlands tillkom några av Ibsens viktigaste dramer: Brand skrevs klar 1866 under ett uppehåll i Italien; Peer Gynt 1867. Ekonomin förbättrades sedan Stortinget beslutat tilldela honom författarlön. Parlamentets belöning betydde dock långt ifrån att hans dramatik var okontroversiell för samtiden. 1868 flyttade Ibsen till Dresden, 1875 till München, och däremellan hann dramatikern med kortare besök både i Köpenhamn och Stockholm samt en resa till Egypten 1869 för att övervara öppnandet av Suezkanalen - den egyptiske kediven hade personligen bjudit in Ibsen till festligheterna vid invigningen. Trots kuskandet i Europa innehöll Ibsens verk hela tiden kommentarer, antydda eller direkta, till det politiska läget i Norge - De Unges forbund från 1869 till exempel. Där knöt handlingen an till partiet Venstres framväxt under Johan Sverdrup påhejad och understödd av Bjørnson. Den senare tog illa vid sig och satte slutstreck för vänskapen mellan honom och Ibsen. De unges forbund var banbrytande genom prosadialogen. 1871 utkom Ibsen med den enda diktsamlingen under sin livstid - Digte. 1873 återknöt han till antiken i Kejser og galilæer och 1875 utkom i en reviderad utgåva debutstycket Catilina - även det med en handling som utspelade det historiska Rom.

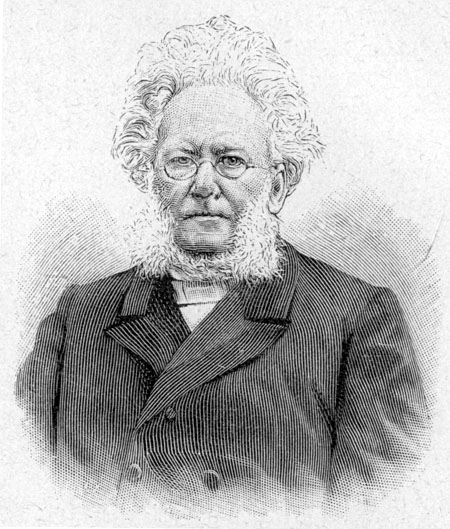
Xylografi av Henrik Ibsen (1828-1906).

Fyra pjäser med samtidsdramatik följde, en utveckling som hängde samman med Georg Brandes idéer om litteratur som i första hand problematiserande och debattfrämjande. (1877) kom Samfundets støtter. Det är riktigt att tala om ett internationellt genombrott för Ibsen. Stycket spelades i Berlin samtidigt på flera olika scener. Därefter kom äktenskapsdramat Et dukkehjem 1879. Detta är en av Ibsens mest kända och spelade pjäser. Den väckte enorm uppmärksamhet genom att den tog tabubelagda ämnet om kvinnlig frigörelse. Huvudpersonen är Nora som lever en idyllisk tillvaro med sin man Torvald. Under pjäsens lopp slås emellertid allt i spillror, och Nora bestämmer sig för att lämna sin make - de sista orden mellan dem är berömda: Torvald frågar om hon någonsin kommer tillbaka. "-Da må det vidunderligste skje", svarar hon, varpå Torvald replikerar: "-Nevn meg dette vidunderligste!". Nora: "-Da måtte både du og jeg forvandle oss således at /.../ samliv mellom oss to kunne bli et ekteskap."
Kontroverserna runt det tredje samtidsdramat Gengangere var inte mindre. Den behandlade vidare äktenskapsproblemet, här förbundet med "ärftlighets- och degenerationsproblemet".  I Norge fanns ingen teaterdirektör som ville sätta upp pjäsen. Den hade i stället premiär under en resande svensk teaterdirektör, August Lindberg. Nästa pjäs En folkefiende, 1882, fullbordade en kvartett av samtidsdramatik. Sedan följde 1884 Vildanden, Rosmersholm, 1886, och två år senare Fruen fra havet. Hedda Gabler från 1890.

### Åter i Kristiania (Oslo) 1891–1906

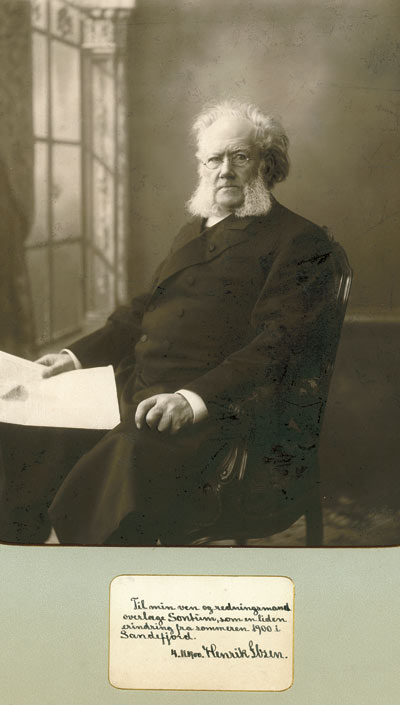
Henrik Ibsen. Kabinettkortsfoto av Gustav Borgen från 1898, med hälsning till överläkare Christian Fr. Sontum vid Sandefjords Bad, sommaren 1900.

Den 16 juli 1891 ankom Henrik Ibsen till Kristiania med ångbåten D/S Melchior. Ibsen stannade i staden något dygn, fortsatte därefter till Nordkap. Den 7 augusti återkom han till Kristiania, inkvarterade sig på Grand Hotel där Georg Brandes arrangerade en festmiddag för den norske dramatikern. Ibsen kom sedan att stanna i Norge de sex följande åren. Han hyrde till att börja med en lägenhet vid Victoria Terrasse. Ibsen var tillbaka, men verkade inte trivas. Flera samtida vittnen har beskrivit honom som vrång och obekväm i sällskapslivet. Samtiden mån om att hylla Ibsen, som på Christiania theater där man under sommaren spelade Hedda Gabler i en uppsättning av svenske teatermannen August Lindberg. När Ibsen dök upp på teatern, hälsades han med stående ovationer.
Den store diktaren möttes dock inte bara av hjärtlighet och uppskattning. Knut Hamsun hade året innan romandebuterat med boken Sult. Denna debut var en stor litterär händelse och Hamsun, utrustad med ett litterärt program - vilket ofta sammanfattas med målsättningen att skildra "blodets hvisken og benpibernes bøn" angrep Henrik Ibsens dramer, kallade Ibsens gestalter stereotyper, hävdade att de saknade all livs- och lyskraft. Hamsun väckte uppseende genom att inbjuda Ibsen till tre litteraturföreläsningar i Bröderna Hals konsertlokal. Ibsen kom till alla tre och satt demonstrativt på första bänk tillsammans med den unga Hildur Andersen. Hustrun Suzannah led svårt av gikt och befann sig långa perioder i Italien, bland annat i kurorten Salò vid Gardasjön. I hennes frånvaro sågs Ibsen ofta tillsammans med Hildur. Den första föreläsningen ägde rum den 7 oktober 1891. Hildur avreste kort därefter till Österrike för studier, varefter Ibsen knappt gick på teater mer och helt upphörde frekventera föredrag och konserter.
Efterhand blev Ibsen dock en lätt igenkännbar person på Kristianias gator. Särskilt känd blev hans dagliga promenad. Dagligen vandrade han från Viktoria Terrasse över till Karl Johan och fram till universitetet för att kontrollera fickuret mot universitetsklockan. Till de hårt inrutade dagliga rutinerna hörde även ett besök klockan 12 på Grand Kafé på Grand Hotel, där Ibsen höll sig med stambord. Den 15 juni 1892 dog Else Sofie Jensdatter. Med henne hade Henrik Ibsen sonen, Hans Jakob Henriksen. Det är inte dokumenterat, men inget tyder på att Henrik Ibsen hade kontakt med någon av dem genom åren.
Något överraskande tvingades Ibsen motvilligt återuppta kontakten med Bjørnson, sedan sonen Sigurd Ibsen och Bjørnsons dotter Bergliot Bjørnson blivit ett par. De ingick snart äktenskap och bröllopet stod 11 oktober 1892. Ibsen var inte närvarande vid vigseln, han var sjuk, eller vilade ut, efter intensivt arbete med dramat Bygmester Solness. 
Bygmester Solness hade världspremiär på Lessingtheater i Berlin. Pjäsen var dock framgångsrikast i London mycket tack vare den amerikanska aktrisen Elizabeth Robins. Robins hade tidigare spelat titelrollen i Hedda Gabler. Londonpressen var dock uteslutande negativ vid premiären. I The Globe skrev en recensent "Banaliteter och fånerier, pjäsen är hopplös och går inte att försvara." Den 23 mars 1893 spelades pjäsen i Göteborg i en uppsättning av August Lindberg som med tiden blev något av en Ibsenspecialist. 
Sommaren 1893 umgicks Ibsen med tonsättaren Edvard Grieg på Grefsenplatået hemma hos Ibsens husläkare. Under sommaren 1894 påbörjade Ibsen pjäsen Lille Eyolf. Skrivandet drog ut på tiden, men pjäsen kom upplagemässigt att bli en succé. 1895 spelades teaterstycken av Henrik Ibsen på scener i Bergen, Helsingfors, Göteborg, Milano, Wien, Paris samt på olika håll i Ryssland och i USA. Samma år uppfördes för första gången i Norge stycket Brand - fastän av en svensk ensemble under den enträgne August Lindberg. 1895 blir annars något av ett mellanår: i mars avled författarkollegan Camilla Collett och Ibsen bevistade hennes begravning. Senare köpte Ibsen Christian Krohgs porträtt av August Strindberg och lät hänga upp detta i sitt arbetsrum. Själv stod Ibsen modell för tre avbildningar samma vår, dels för målarna Eilif Peterssen och Erik Werenskiold, dels för skulptören Stephan Sinding. Sindings Ibsenskulptur återfinns utanför Nationaltheatret. I december avbildades Ibsen av Edvard Munch, ett arbete som resulterade i en serie litografier. 
Hildur Andersen återkom 1895 från utlandet och Ibsen och hon syntes igen offentligt i staden, något som svärmodern Magdalene Thoresen brevledes meddelade Ibsens hustru Suzannah, när hon vistades som konvalescent i Merano. Suzannah reagerade starkt på antydningar om att Ibsen önskade skilsmässa, något Ibsen avfärdade. Kravet att de skulle byta bostad var han dock snabb att infria och han lät snart hyra en ny lägenhet i hörnet Drammensveien/Arbins gate (nuvarande Ibsenmuseet i Oslo). Inflyttningen skedde 15 oktober och lägenheten låg på andra våningen och innehöll förutom ett eget arbetsrum åt diktaren bland annat en matsal med plats för tjugotalet matgäster. Ibsens promenader fick under hösten en ny dimension sedan han från hovstaten erhållit en egen nyckel till Dronningparkens grindar nära slottet. I november 1895 återvände hustrun hem till Kristiania. Ibsen kunde i slutet av året 1896 glädja sig åt att dramat John Gabriel Borkman förelåg i tryckt utgåva. 
Tidigt 1897 tvingades Ibsen dementera påståenden i amerikansk press. Enligt journalisten och författaren Robert Sherard hade diktaren uttalat att osedligheten i Kristiania närmast var total. Ibsen, som verkligen hade sammanträffat med Sherard, tillbakavisade detta som befängda lögner. Den 1 januari hölls världspremiär på John Gabriel Borkman i Helsingfors. Strax därefter sattes stycket upp i Berlin, Frankfurt, Köpenhamn och Stockholm. Från maj spelades pjäsen i London. Däremot dröjde premiären i Kristiania. August Lindberg som köpt provinsialrättigheterna till John Gabriel Borkman genomförde något av en kupp, då dennes ensemble hann före med en uppsättning på en teater i Drammen, dit tigerstadens kulturelit tog sig med tåg för att övervara Norgepremiären. Efter snart sju år i Norge tyder mycket på att Ibsen var mån om omväxling. I brev till Georg Brandes redogjorde Ibsen för planer om att flytta till Danmark. Enligt andra brev - till Bjørnson - längtade Ibsen till Tyskland eller Italien. 
Ibsen samlade verk började utges på tyska inför den åstundande 70-årsdagen. Bemärkelsedagen firades seriöst inte bara i Norge utan även i Danmark och Sverige. Det var ett pådrag som innehöll mottagningar, ordensdekorationer och festföreställningar. Till att börja med hyllades Ibsen i Kristiania av studenter som gick i fackeltåg. Ibsen avreste sedan till Köpenhamn med tåg, via Göteborg. Väl framme mottog Ibsen ur kung Kristian IX:s hand Danmarks finaste utmärkelse: Storkorset av Dannebrogen. En vecka senare anlände Ibsen till Stockholm där han tog in på Hotell Rydberg vid Gustaf Adolfs Torg. I Stockholm firades Ibsen med middag på Stockholms slott på kvällen den 9 april, dessförinnan hade han av Oscar II mottagit Storkorset av Nordstjärneorden. En annan middag för Ibsen arrangerades den 11 april av den svenska författarföreningen. Bland andra Oscar Levertin, Carl Snoilsky och Albert Engström närvarade. August Strindberg befann sig i Paris. Snoilsky hade författat en hyllningsdikt till festföremålet. Vasateatern gav Kongsemnerne som festföreställning med bland annat Anders de Wahl i rollistan. Vid en avslutande festmiddag mötte Henrik Ibsen Rosa Fitinghoff. Den brevväxling som följde tyder – i alla fall från Ibsens sida – på förälskelse.

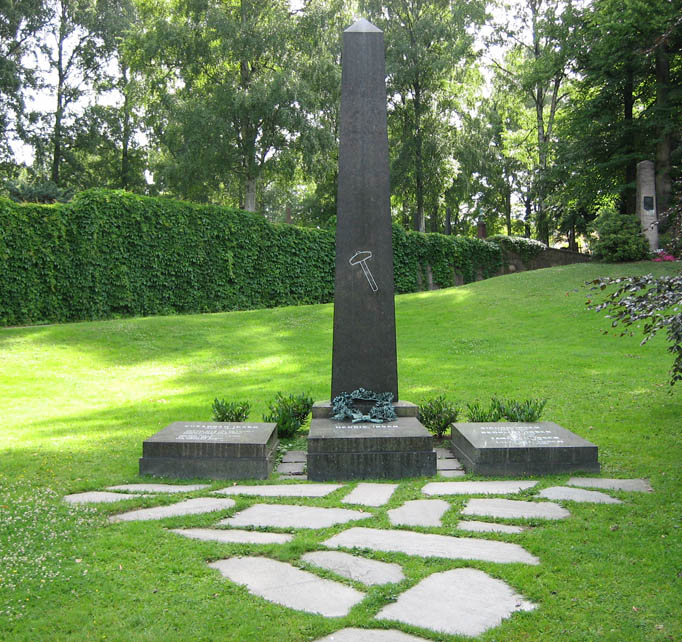
Henrik Ibsens grav i Vår frelsers gravlund i Oslo.

Slutligen år 1899 kom Når vi døde vågner. 
Den sista kvartetten teaterstycken har sammanfattats under rubriken självbekännelsedramatik. En vanlig biografisk tolkning går ut på att den åldrande Henrik Ibsen här vägde den framgång han uppnådde mot personliga uppoffringar i form av lycka. 
De sista åren var Ibsen hårt märkt av sjukdom. Han är begravd i Vår frelsers gravlund i Oslo.

## Utmärkelser
Nedslagskratern Ibsen på planeten Merkurius och asteroiden 5696 Ibsen är uppkallade efter honom.
Ibsen blev utnämnd riddare av Sankt Olavs orden och fick Storkorset av Nordstjärneorden av kung Oscar II.

## Ibsens ekonomi
Henrik Ibsen hade inkomster huvudsakligen från uppföranderätter samt av sålda exemplar av tryckta skrifter i original eller översättning. Följande översikt över Ibsens årsinkomster bygger på beräkningar i Michael Meyers Henrik Ibsen: en biografi.
- 1891: 19 463
- 1892: 19 457
- 1893: 17 192
- 1894: 24 622
- 1895: 22 300
- 1896: 34 993
- 1897: 23 024
- 1898: 88 410
- 1899: 29 730

Toppnoteringen 1898 nåddes sedan rättigheterna för Ibsens samlade verk inbringat 75 000 kronor.

## Ibsenåret 2006
År 2006 utropades i Norge som särskilt Ibsenår, då minnet av diktaren högtidlighålls etthundra år efter hans död. I samband med minnesåret utkom en textkritisk utgåva av Ibsens samlade skrifter.

## Verklista
- 1850 - Catilina (drama)
- 1850 - Kjæmpehøjen (drama)
- 1852 - Sancthansnatten (drama)
- 1855 - Gildet paa Solhoug (drama)
- 1857 - Fru Inger til Østeraad (drama)
- 1857 - Olaf Liljekrans (drama)
- 1858 - Hærmændene paa Helgeland (drama)
- 1862 - Kjærlighedens Komedie (drama)
- 1864 - Kongsemnerne (drama)
- 1866 - Brand (drama)
- 1867 - Peer Gynt (drama)
- 1869 - De unges Forbund (drama)
- 1871 - Digte (lyrik)
- 1873 - Kejser og Galilæer (drama)
  -  Kejser og galilæer. København: Den Gyldendalske Boghandel (F. Hegel). 1873. Libris cvxxx9b29hv6j234. https://gupea.ub.gu.se/2077/78986
- 1877 - Samfundets støtter (Samhällets stöttepelare) (drama)
- 1879 - Et Dukkehjem (Ett dockhem) (drama)
- 1881 - Gengangere (drama)
- 1882 - En folkefiende (drama)
- 1884 - Vildanden (drama)
- 1886 - Rosmersholm (drama)
- 1888 - Fruen fra havet (drama)
- Théatre : Les revenants ; La maison de poupée. Paris: Albert Savine. 1889. Libris 19503971. http://hdl.handle.net/2077/44364
- 1890 - Hedda Gabler (drama)
- 1892 - Bygmester Solness (drama)
- 1894 - Lille Eyolf (drama)
- 1896 - John Gabriel Borkman (drama)
- 1899 - Når vi døde vågner (drama)